# Massimo Ornatelli
Massimo Ornatelli (Rome, 17 januari 1986) is een Duits-Italiaans voormalig voetballer die doorgaans speelde als middenvelder. Tussen 2004 en 2021 was hij actief voor Borussia Dortmund II, Arminia Bielefeld, Preußen Münster, SC Paderborn 07, VfL Osnabrück, FSV Frankfurt, opnieuw Borussia Dortmund II en BSV Schüren.

## Clubcarrière
Na zijn vroege verhuizing naar Dortmund speelde Ornatelli achtereenvolgens voor Eintracht Dortmund en Borussia Dortmund. Voor die laatste club kwam de middenvelder ook uit in het belofteteam. Na zijn periode daar verkaste hij naar Arminia Bielefeld, waar hij ook in het tweede elftal zijn kunsten liet zien. Bij Preußen Münster speelde hij van 2007 tot 2012 als vaste basisspeler mee en verleidde hij SC Paderborn 07 om hem te halen.
Een jaar na zijn niet al te succesvolle verblijf aldaar, tekende hij een eenjarige verbintenis bij VfL Osnabrück, waar hij in de beginduels voornamelijk als invaller binnen de lijnen kwam. Ornatelli groeide echter uit tot een basisspeler en in drie seizoenen speelde hij tachtig competitiewedstrijden voor deze club. In de zomer van 2016 maakte hij de overstap naar FSV Frankfurt, waar hij zijn handtekening zette onder een verbintenis voor de duur van één seizoen.
Borussia Dortmund haalde hem twaalf jaar na zijn vertrek bij de club terug, om bij het belofteteam te gaan spelen. Hier vertrok hij in 2019, waarna hij tussen 2020 en 2021 actief was voor BSV Schüren. Ornatelli besloot in 2021 op vijfendertigjarige leeftijd een punt achter zijn actieve loopbaan te zetten.

## Trivia
Ornatelli werd geboren als zoon van een Duitse moeder en een Italiaanse vader. Na zijn geboorte in Rome, groeide hij op in Dortmund.